# Naplófájl (informatika)
A számítástechnika területén a naplófájl olyan fájl, amely rögzíti az operációs rendszerben bekövetkező eseményeket vagy más szoftverfuttatásokat, illetve a kommunikációs szoftver különböző felhasználói közötti üzeneteket. A naplózás a napló vezetése. A legegyszerűbb esetben az üzeneteket egyetlen naplófájlba írják.
A tranzakciós napló a rendszer és felhasználói közötti kommunikációt rögzíti (azaz naplózza) vagy egy adatgyűjtési módszert használ, amely automatikusan rögzíti a személy által végzett tranzakció típusát, tartalmát vagy idejét a rendszer terminálján keresztül. A webes keresési tranzakciós napló egy elektronikus feljegyzés azokról az interakciókról, amelyek a webes keresőmotor és az azon információt kereső felhasználók közötti keresési esemény során történtek.
Számos operációs rendszer, szoftver keretrendszer és program tartalmaz naplózási rendszert. Széles körben használt naplózási szabvány a syslog, amelyet az Internet Engineering Task Force (IETF) RFC 5424 határoz meg. A syslog szabvány lehetővé teszi egy dedikált, szabványosított alrendszer számára a naplóüzenetek létrehozását, szűrését, rögzítését és elemzését. Ez leveszi a szoftverfejlesztők válláról a  saját eseti naplózási rendszerek megtervezésének és kódolásának súlyát.  

## Eseménynaplók
Az eseménynaplók rögzítik a rendszer futása során bekövetkezett eseményeket annak érdekében, hogy olyan ellenőrzési nyomvonalat nyújtsanak, amelyek felhasználhatóak a rendszer tevékenységének megértésére és a problémák diagnosztizálására. Ezek elengedhetetlenek a bonyolult rendszerek tevékenységeinek megértéséhez, különösen olyan alkalmazások esetében, amelyekben kevés felhasználói interakció folyik (például szerveralkalmazások).
Hasznos lehet több forrásból származó naplófájl-bejegyzések kombinálása is. Ez a megközelítés statisztikai elemzéssel kombinálva összefüggéseket hozhat létre a különböző szervereken látszólag nem kapcsolódó események között. Más megoldások az egész hálózatra kiterjedő lekérdezést és jelentést alkalmazzák. 

## Tranzakciós naplók
A legtöbb adatbázis-rendszer valamilyen tranzakciós naplót vezet, amelyek főleg nem a későbbi elemzéshez szükséges nyomkövetési útvonalakként szolgálnak, és emberek számára nem is olvashatók. Ezek a naplók rögzítik a tárolt adatok változását, hogy az adatbázis helyreálljon összeomlásokból vagy más adathibákból és, hogy a tárolt adatokat konzisztens állapotban tartsák. Így az adatbázis-rendszerek általában tartalmaznak általános eseménynaplót és tranzakciónaplót is.   

### Tranzakciónapló elemzése
A webes keresők, a belső hálózatok és a webhelyek tranzakciós naplóiban tárolt adatok felhasználása értékes betekintést nyújthat az online keresők információkeresési folyamatába. Ennek megértése segítheti az információs rendszerek tervezését, az interfészek fejlesztését és a tartalmi gyűjtemények információs architektúrájának kidolgozását.

## Üzenetnaplók
Az Internet Relay Chat (IRC), az azonnali üzenetküldő (IM) programok, a csevegési funkciókkal rendelkező peer-to-peer  fájlmegosztó kliensek és a többjátékos játékok (különösen az MMORPG-k) általában képesek automatikusan naplózni vagy menteni a nyilvános szöveges kommunikációt (IRC-csatorna / IM-konferencia / MMO nyilvános vagy party chat üzenetek) és a privát chat üzeneteket a felhasználók között. Az üzenetnaplók szinte mindig szöveges fájlok, de az IM és VoIP kliensek (amelyek támogatják a szöveges csevegést, pl Skype) elmenthetik őket HTML-fájlokba vagy más egyéni formátumba az olvasás és a titkosítás megkönnyítése érdekében.

### Internet Relay Chat (IRC)
Az IRC szoftver esetében az üzenetnaplók gyakran tartalmazzák a rendszer/szerverüzeneteket, valamint a csatorna és a felhasználók változásaival kapcsolatos bejegyzéseket (pl. Témaváltás, a felhasználó csatlakozása / kilépése / "kick" / tiltás, becenév változtatás, felhasználói állapot változás). Ebből egy kombinált üzenet-/eseménynaplót hoz létre, amely nem igazán hasonlítható össze a valódi IRC-naplózással, mert csak a felhasználó által látható eseményeket rögzíti az adott csatornán.  

### Azonnali üzenetküldés
Az azonnali üzenetküldő és a VoIP-kliensek gyakran lehetőséget kínálnak titkosított naplók tárolására a felhasználó magánéletének biztosítása érdekében. Ezeknél a naplóknál szükséges egy jelszó a kibontáshoz és megtekintéshez, valamint gyakran csak a saját szoftverük tudja kezelni azt.

## Szervernapló
A szervernapló egy naplófájl (vagy több fájl), amelyet egy szerver automatikusan hoz létre és tart fenn, amely az általa végzett tevékenységek listájából áll.
Tipikus példa a webkiszolgáló naplója, amely az oldalkérelmek előzményeit tárolja. A W3C szabványos formátumot (Common Log Format) tart fenn a webkiszolgáló naplófájljaihoz, de léteznek más saját formátumok is.
A legfrissebb bejegyzések általában a fájl végén vannak.
A kérelemre vonatkozó információk, beleértve az ügyfél IP-címét, a kérés dátumát/idejét, a kért oldalt, a HTTP-kódot, a kiszolgált bájtokat, a felhasználói ügynököket és a hivatkozókat. Ezek az adatok egyetlen fájlba egyesíthetők, vagy különálló naplókba oszthatók, például hozzáférési naplóba, hibanaplóba vagy hivatkozói naplóba. A szervernaplók azonban általában nem gyűjtenek felhasználóspecifikus információkat.
Ezek a fájlok általában nem érhetők el az általános internethasználók számára, csak az internetes szolgáltató webmestere vagy más adminisztratív személyek láthatják. A kiszolgálónapló statisztikai elemzésével vizsgálni lehet a forgalom mintáit a napszak, a hét napja, hivatkozó vagy felhasználói ügynök szerint. A hatékony webes adminisztráció, a megfelelő tárhely-erőforrások és az értékesítési erőfeszítések finomhangolása elősegíthető a webszerver naplóinak elemzésével.

## Fordítás
Ez a szócikk részben vagy egészben  a   Log file című angol Wikipédia-szócikk ezen változatának fordításán alapul.  Az eredeti cikk szerkesztőit annak laptörténete sorolja fel. Ez a jelzés csupán a megfogalmazás eredetét és a szerzői jogokat jelzi, nem szolgál a cikkben szereplő információk forrásmegjelöléseként.